# Африканский заяц
Африканский заяц (лат. Poelagus marjorita) — единственный представитель африканского монотипического рода Poelagus семейства Leporidae. Он обитает в центральной Африке, где его типичные биотопы —  влажная саванна, часто с выходами скал.

## Описание
Длина тела около 440 до 500 миллиметров и вес от 2 до 3 кг. Обе задние ступни и уши короче, чем в других африканских видов, и шерсть грубее. Общая окраска тела серо-коричневая, а хвост желтоватый сверху и белый снизу.

## Распространение и места обитания
Африканский заяц — эндемик Центральной Африки. Его ареал простирается от южной части Чада и южного Судана до северо-восточной части Заира и западной Кении, уходя на юг вплоть в северных берегов озера Танганьика. Существует изолированная популяция в Анголе. Его излюбленные места обитания — это влажные саванны часто с выходами скал. Он также обитает в лесах, где доминирует деревья рода Isoberlinia spp. Иногда они формируют плотный полог. Этот вид часто обитает совместно капскими даманами и может использовать одни те же щели между скалами в качестве убежищ. В Рифтовой долине он занимает те же местообитания как и южноафриканские кролики рода Pronolagus в южной части Африки.

## Поведение
Африканские зайцы ведут ночной образ жизни, скрываясь в течение дня в густой растительности или нишах среди скал. На кормежку выходят в ночное время. Их рацион состоит из злаков и цветковых растений, предпочитают сочные молодые побеги, которые появляются после рубок или пожаров. Если африканские зайцы живут в непосредственной близости от обрабатываемых земель, то они охотно поедают листья и побеги риса и арахиса. Хищники, питающиеся африканскими зайцами, вероятно, включают сов, дневных хищников, сервалов (Felis serval), тигровых генетт (Genetta tigrina) и серваловых генетт (Genetta servalina).
Размножение, по-видимому, происходит в любое время года. Период беременности составляет около пяти недель и один или два беспомощных молодых рождаются в выводковой норе, вход в которую неплотно прикрыт землей или травой.

## Природоохранный статус
Популяции африканского зайца, как полагают, имеют стабильную численность и это характерно в некоторых частей ареала данного вида. Особых угроз не было выявлено, хотя на животных в некоторых местах охотятся. По этим причинам в Красной книге МСОП данный вид отнесён к «вызывающим наименьшие опасения».